# U-606
U-606 (нем. Unterseeboot-606) — немецкая подводная лодка типа VIIC.

## История
Заказ на строительство подлодки был дан 22 мая 1940 в верфи «Блом унд Фосс» в Гамбурге. Строительство началось 12 марта 1941, спуск на воду осуществлён 27 ноября 1941. На боевое дежурство подлодка вступила 22 января 1942, войдя в состав 5-й подводной флотилии. До 31 августа 1942 состояла в 5-й флотилии и участвовала в разнообразных учениях, после чего перешла в состав 11-й флотилии, где состояла на боевом дежурстве до 31 октября 1942. 1 ноября 1942 переведена в 9-й флотилии подлодок, действует в составе многочисленных «волчьих стай». С 1 по 8 ноября 1942 патрулировала воды Северной Атлантики в составе боевой группы «Наттер».
С 6 по 22 января 1943 подлодка состояла в группе «Фальке», до 15 февраля 1943 состояла в группе «Хаудеген». Покинув группу, она начала самостоятельную борьбу с судами противника. 22 февраля 1943 U-606 атаковала конвой ON-166, однако атака была безрезультатной. Ответная попытка канадского корвета «Чиллиуок» потопить подлодку глубинными бомбами также была безрезультатной. Отступая, U-606 попала в ловушку: её поджидал польский эсминец «Бужа», который и потопил подлодку глубинными бомбами. Перед своей гибелью подлодка успела ещё и врезаться в американскую канонерскую лодку «Кэмпбелл». Погибло 36 членов экипажа U-606, 12 спаслись и попали в плен (7 из них — на «Бужу»). Координаты гибели подлодки: 47°44′ с. ш. 33°43′ з. д..

### Боевые походы
| Номер | Командир                            | Начало                   | Окончание                           | Длительность похода |
| ----- | ----------------------------------- | ------------------------ | ----------------------------------- | ------------------- |
| 1     | Капитан-лейтенант Дитрих фон дер Эш | 14 сентября 1942, Берген | 26 сентября 1942, Берген            | 13 дней             |
| 2     | Обер-лейтенант Ганс-Хайнрих Дёлер   | 17 октября 1942, Берген  | 5 декабря 1942, Брест               | 50 дней             |
| 3     | Обер-лейтенант Ганс-Хайнрих Дёлер   | 4 января 1943, Брест     | 22 февраля 1943, Северная Атлантика | 50 дней (потоплена) |

### Атакованные суда
| Дата            | Время     | Координаты                | Атакованный корабль                               | Водоизмещение | Страна         | Конвой | Тип атаки       | Исход атаки               |
| --------------- | --------- | ------------------------- | ------------------------------------------------- | ------------- | -------------- | ------ | --------------- | ------------------------- |
| 28 октября 1942 | 09:02 CET | 54°51′ с. ш. 30°06′ з. д. | танкер «Гарни И. Ньюлин» (англ. Gurney E. Newlin) | 8225          | США            | HX-212 | Торпедная атака | Потоплен                  |
| 28 октября 1942 | 05:37 CET |                           | китобойное судно «Космос II» (норв. Kosmos II)    | 16966         | Норвегия       | HX-212 | Торпедная атака | Повреждён, но не потоплен |
| 22 февраля 1943 | 22:20 CET | 46°53′ с. ш. 34°53′ з. д. | теплоход «Чатануга Сити» (англ. Chattanooga City) | 5687          | США            | ON-166 | Торпедная атака | Потоплен                  |
| 22 февраля 1943 | 22:20 CET | 46°53′ с. ш. 34°53′ з. д. | теплоход «Эмпайр Редшанк» (англ. Empire Redshank) | 6615          | Великобритания | ON-166 | Торпедная атака | Потоплен                  |
| 22 февраля 1943 | 22:20 CET | 46°53′ с. ш. 34°53′ з. д. | теплоход «Экспозитор» (англ. Expositor)           | 4959          | США            | ON-166 | Торпедная атака | Повреждён, но не потоплен |